# Mercedes Díaz
Mercedes Díaz fue una primera actriz, directora teatral y tonadilera española nacionalizada argentina.

## Carrera
Díaz se instaló en Argentina a comienzos del siglo XX. Dama joven de agraciada y elegante figura, integró la Compañía Mayo donde fue muy celebrada por sus tonadillas tituladas Fin de fiesta.
Notable actriz de comedia de mucho temperamento,  junto a Arsenio Perdiguero, montaron la compañía teatral Díaz-Perdiguero con la que presentaron decenas de obras durante los años '20. Trabajó junto a su esposo en teatros como El Politeama, el Teatro Colón, Teatro Comedia, el Teatro Avenida y en el Teatro Olimpo. Realizaron giras por Latinoamérica(como fue en Perú) y España entre 1919 y 1928 junto a su marido, actuando y haciendo la dirección escénica, con piezas de autores españoles y argentinos. Estrenaron obras como El amigo Carbajal, Basta de suegros, Una mujer que no miente, Anacleto se divorcia, Las minas de Caminiaga, Los cuatro caminos y Los Marqueses de Matete.
En cine tuvo varias intervenciones en películas durante la década de 1940. Fue dirigida por grandes del cine nacional como Roberto Ratti, Mario Soffici, Luis César Amadori, Leo Fleider y Carlos Schlieper . Trabajó en los filmes como Amor último modelo (1942) con Alberto Vila y Ana María Lynch; La pródiga (1945) con Eva Duarte, Juan José Miguez, Angelina Pagano y Alberto Closas; Albéniz (1947) protagonizada por Pedro López Lagar y Sabina Olmos; y Don Juan Tenorio (1949) encabezada por Luis Sandrini, Virginia Luque y Tita Merello. En 1954 trabaja en Los ojos llenos de amor con Ángel Magaña, Malisa Zini y Nélida Romero. En algunas películas figura como Mercedes Perdiguero, con el que hizo Dios se lo pague con Zully Moreno (1947) y Arturo de Córdova; y Novia para dos (1956) con Lolita Torres y Osvaldo Miranda.

## Vida privada
Su esposo  fue el actor Arsenio Perdiguero y su hijo el actor y director teatral Arsenio Perdiguero Díaz, nacido en 1913.

## Filmografía
- 1956: Novia para dos.
- 1954: Los ojos llenos de amor.
- 1949: Don Juan Tenorio.
- 1947: Dios se lo pague.
- 1947: Albéniz.
- 1945: La pródiga.
- 1942: Amor último modelo.

## Teatro[3]
- La Garra.
- Cobardías.
- La casa de la troya.
- Las zarzas del camino.
- El amigo Carbajal.
- Basta de suegros.
- Una mujer que no miente.
- Anacleto se divorcia.
- Las minas de Caminiaga
- Los cuatro caminos
- Los Marqueses de Matete
- Un puñao de rosas.
- Cuando venga el amor.
- Molinos de viento.
- Carne flaca.
- Las Corsarias.
- Pepa, la trueno.
- Dispensa, Perico.
- Las islas de las almas.
- No te ofendas Beatriz.
- Mi pobre muñeca.